# Pentru patrie (film)
Pentru patrie este un film istoric românesc din 1978, regizat de Sergiu Nicolaescu. Filmul a fost realizat cu prilejul aniversării a 100 de ani de la proclamarea independenței României la 10 mai 1877. Subiectul filmului se axează pe luptele din Războiul de Independență.
Filmul urmărește în paralel două acțiuni strâns corelate: deciziile politice și militare din perioada Războiului de Independență și activitatea unui detașament special constituit din soldați moldoveni și olteni pe parcursul ostilităților.

## Rezumat
La 9 mai 1877, în cadrul unei sesiuni a Adunării Naționale, deputații au votat ruperea legăturilor cu Imperiul Otoman, iar ministrul de externe Mihail Kogălniceanu (George Constantin) a proclamat independența României. Mulțimea din fața palatului a primit această veste cu urale și a început să cânte Deșteaptă-te, române!. În zilele următoare, trimisul otoman Mehmet Ali (Ion Marinescu) a făcut o încercare de a evita ruperea relațiilor dintre cele două state, afirmând că otomanii vor recunoaște de facto independența, dar nu și de jure, pentru a evita ca și celelalte state ocupate de turci să ceară același lucru. Kogălniceanu a respins această ofertă.
Declarându-se stare de război între România și Turcia, bărbații care fuseseră la oaste și aveau vârsta până în 45 de ani au fost mobilizați, iar celorlalți doritori li s-a oferit posibilitatea să plece voluntari pe front. Printre cei care au fost mobilizați au fost sublocotenentul Spiroiu (Horațiu Mălăele), sergentul Ion Ciucă (Emil Hossu) din Gorj și sergentul Constantin Țurcanu (George Mihăiță) din Vaslui, iar printre voluntari au fost Coriolanus Brad (Cristian Șofron), venit din Transilvania în acest scop, Niță Ion (Ovidiu Moldovan), înscris ca voluntar pentru a scăpa de o datorie față de boierul Gogu Rahovany (Valentin Plătăreanu), Ioana Ciucă (Ileana Popovici), sora sergentului Ciucă, care a refuzat să rămână singură acasă și s-a dat drept băiat (Grigore Ciucă) pentru a fi alături de fratele ei, sau Eleonora Maria Cerchez (Adina Popescu), fata colonelului Mihail Cristodulo Cerchez (Mircea Albulescu), care a devenit soră medicală.
Oastea românească este concentrată de-a lungul Dunării, mulțumindu-se la început doar să riposteze tirurilor turcești de artilerie de la Vidin. În urma unei încăierări între soldații olteni și dorobanții moldoveni pe motiv că cei din urmă au fost porecliți „curcani” (din cauza penelor de pe căciuli), iar sergentului Țurcanu i s-a zis „Peneș”, generalul Alexandru Cernat (Amza Pellea) îi cere colonelului Cerchez, comandantul Diviziei 3 Infanterie, să formeze un detașament special pe lângă Divizia 3 din care să facă parte dorobanții moldoveni și infanteriștii olteni. Din acest detașament au fost aleși să facă parte printre alții sublocotenentul Spiroiu, sergenții Țurcanu și Ciucă, gorniștii Niță Ion și „Grigore” Ciucă.
După înfrângerea oștilor rusești de către armata turcească condusă de generalul Osman Pașa (Ion Dichiseanu), Marele Duce Nicolae al Rusiei (Cornel Coman) trimite o telegramă domnitorului Carol I al României (Sergiu Nicolaescu) prin care cere ajutor Armatei Române. Guvernul condus de Ion C. Brătianu (Emanoil Petruț) îi propune domnitorului să se acorde ajutor trupelor rusești. Carol I primește de la Marele Duce Nicolae comanda Armatei de Vest din fața Plevnei, având sub comanda sa mai multe divizii române și rusești. Armata Română traversează Dunărea pe un pod de vase și bombardează Plevna.
La propunerea Marelui Duce Nicolae, Armata de Vest atacă la 30 august 1877 mai multe redute turcești (Grivița I, Grivița II, Opanez) aflate pe drumul spre Plevna. Ca urmare a unor greșeli (generalul rus Skobelev a început atacul mai devreme de ora stabilită, alte unități rusești nu au pornit la luptă din motive birocratice, căpitanul Rahovany a preluat o hartă incompletă a terenului de luptă din fața redutei Grivița fără a face o recunoaștere a acestuia), trei atacuri ale trupelor românești asupra redutei Grivița au fost respinse, murind în luptă peste 2000 de soldați și 53 de ofițeri printre care maiorul George Șonțu (Iurie Darie) și căpitanul Valter Mărăcineanu (Răducu Ițcuș). Nemulțumit, domnitorul Carol cere efectuarea unui nou atac asupra Griviței și trimiterea căpitanului Rahovany în prima linie. După o luptă încrâncenată la baionetă, Divizia a 4-a Infanterie reușește să cucerească reduta Grivița. În acea noapte, oștile turcești contraatacă și reocupă reduta Grivița.
Generalul Alexandru Anghelescu (Alexandru Dobrescu), comandantul Diviziei 4 Infanterie, se oferă să conducă un atac împotriva redutei Grivița, deși generalul Cernat s-a opus. La 7 octombrie 1877, are loc un atac românesc la Grivița, dar, fără a fi susținut de tirurile de artilerie, se transformă într-un prăpăd. Mor 25 de ofițeri și peste 1200 de soldați. Domnitorul dispune eliberarea din funcție a generalului Anghelescu și a lt. col. Sergiu Voinescu (Dem Niculescu), șeful de stat-major al diviziei. La 21 octombrie, în timpul unui scurt armistițiu pentru îngroparea morților, a explodat un obuz, iar Coriolanus Brad și-a pierdut ambele picioare.
La 7 noiembrie 1877 colonelul Gheorghe Slăniceanu (Colea Răutu) a organizat un atac asupra redutei Rahova. Deși generalul Lupu aștepta la sud de Dunăre cu o divizie întreagă, Slăniceanu refuză să-i ceară colaborarea din orgoliu. Ca urmare a greșelilor de tactică, atacul eșuează, în luptă murind vitejește printre alții maiorii Dimitrie Giurescu, Constantin Ene și Ștefan Mateescu, cpt. Ctin Merișescu, lt. Radovici, lt. Pavel Bordeianu, sergentul Ion Ciucă, gornistul Ioana Ciucă și sanitara Maria Cerchez. Căpitanul Rahovany a fost împușcat de maiorul Constantin Ene în timp ce încerca să dezerteze, slt. Spiroiu și-a pierdut vederea în urma exploziei unei schije. Conducătorul atacului, lt. col. George Măldărescu (George Motoi), rănit și el, dispune retragerea trupei puternic decimate și rămase fără muniție. Atacul a fost reluat la 9 noiembrie, iar de această dată trupele gen. Lupu și-au coordonat acțiunile cu cele ale col. Slăniceanu și au cucerit reduta Rahova.
Atacul asupra Plevnei a fost realizat de Divizia 3 Infanterie condusă de colonelul Mihail Cerchez. Asediul s-a încheiat în luna decembrie a anului 1877 când Osman Pașa a încercat fără succes să forțeze ruperea asediului și a fost rănit. În cele din urmă, refugiat într-o moară, Osman a primit delegația condusă de colonelul Mihail Cerchez și a acceptat condițiile de capitulare oferite de aceasta. În urma capitulării armatei otomane, Carol I a dispus încetarea focului pe toată lungimea Dunării, trupele ruse continuându-și deplasarea până la Constantinopol. Filmul se încheie cu defilarea trupelor combatante românești prin București, fiind salutate de membrii guvernului și de populația locală.

## Distribuție
- Mircea Albulescu — colonelul Mihail Cristodulo Cerchez
- Mircea Anghelescu — țarul Alexandru al II-lea al Rusiei
- Ilarion Ciobanu — maiorul Moise Grozea
- Constantin Codrescu — omul politic C.A. Rosetti
- George Constantin — ministrul de externe Mihail Kogălniceanu
- Cornel Coman — Marele Duce Nicolae al Rusiei
- Iurie Darie — maiorul Gheorghe Șonțu
- Ion Dichiseanu — generalul otoman Osman Pașa
- Alexandru Dobrescu — generalul Alexandru Anghelescu
- Vladimir Găitan — sublocotenentul artilerist Artur Hartel
- Cornel Gîrbea — sergentul Zacheu
- Emil Hossu — sergentul Ion Ciucă
- Răducu Ițcuș — căpitanul Valter Mărăcineanu
- Ion Marinescu — diplomatul otoman Mehmet Ali Pașa
- Horațiu Mălăele — sublocotenentul Spiroiu, „bacalaureat”
- George Mihăiță — sergentul Constantin Țurcanu „Peneș”
- Ovidiu Moldovan — gornistul Niță Ion
- George Motoi — locotenent-colonelul George Măldărescu
- Sergiu Nicolaescu — domnitorul Carol I al României
- Dem Niculescu — locotenent-colonelul Sergiu Voinescu
- Emanoil Petruț — prim-ministrul Ion C. Brătianu
- Amza Pellea — generalul Alexandru Cernat, ministrul de război
- Valentin Plătăreanu — căpitanul Gogu Rahovany, deputat
- Ileana Popovici — gornistul Ioana Ciucă
- Vasile Popa — lt. Nicolae Radovici
- Colea Răutu — colonelul Gheorghe Slăniceanu
- Ion Roxin — caporalul Ștefan Ionescu, intelectual socialist
- Alexandru Rioșanu — generalul otoman Taher Pașa
- Silviu Stănculescu — colonelul Gheorghe Angelescu
- Cristian Șofron — soldatul Coriolanus Brad
- Zephi Alșec — general rus
- Mircea Bașta — general otoman
- Costel Băloiu — Culiță Țurcanu, fratele lui Peneș
- Constantin Băltărețu — generalul rus Pavel Zotov
- Eugenia Bosânceanu — mama lui Peneș
- Andrei Bursaci — maiorul Ștefan Mateescu
- Șerban Cantacuzino
- Boris Ciornei — generalul rus Dmitri Miliutin, ministrul de război al Rusiei
- Corina Constantinescu
- Mircea Cosma — intelectualul socialist Constantin Dobrogeanu-Gherea
- Dumitru Crăciun — sergentul oltean Stan
- Constantin Diplan — profesorul socialist Codreanu
- Nicolae Dolea — maiorul Constantin Ene
- Mimi Enăceanu — mama cpt. Rahovany
- Paul Fister
- Lucian Iancu — ofițer român de stat major (creditat Iancu Lucian)
- Jean Ionescu
- Ileana Iurciuc — Voichița, soția lui Niță
- Dan Ivănesei
- Remus Mărgineanu
- Dan Nasta — boierul Aristid, prietenul familiei Rahovany
- Vasile Nițulescu — tatăl lui Coriolanus Brad
- Draga Olteanu-Matei — sora Ana
- Ion Pascu — general român
- Nucu Păunescu — cancelarul rus A. M. Gorceakov
- Adina Popescu – Eleonora Maria Cerchez, fata colonelului Cerchez
- Alexandru Repan — generalul doctor Carol Davilla
- Adrian Ștefănescu — general otoman
- Eugeniu Ungureanu
- Ion Apahideanu — generalul rus Ivan Ganețki (nemenționat)
- Ernest Maftei — nea Pandelache, crainicul public (nemenționat)

## Producție

### Variante preliminare
Încă din anul 1975 s-a intenționat realizarea unui film care să aniverseze 100 de ani de la cucerirea independenței de stat a României. Inițial, filmul urma să fie realizat de regizorul Dan Pița după scenariul literar „Independența / Aici în eternitate” al scriitorului Mihnea Gheorghiu.
Tot în același an, Nicolae Ceaușescu i-ar fi comandat personal scriitorului Titus Popovici, membru al C.C. al P.C.R., să scrie scenariul filmului „Independența”, după cum afirmă acesta din urmă în volumul autobiografic „Disciplina dezordinii”. Popovici a scris un scenariu de peste 1.000 pagini și l-a predat Casei de filme în ianuarie 1976, care l-a supus spre avizare consilierului istoric Ion Ardeleanu. Filmul urma să fie regizat de Manole Marcus, având alocat un buget de peste 20 milioane lei. Rolurile principale urmau a fi interpretate de actorii Ștefan Sileanu (domnitorul Carol), Gheorghe Cozorici (I. C. Brătianu), Constantin Dinulescu (Mihail Kogălniceanu), Cornel Revent (C. A. Rosetti), Zephi Alșec (Osman Pașa) și Silviu Stănculescu (generalul Cernat). Tetralogia „Războiul Independenței” era formată din două filme a câte două părți: „Grivița 1877” (I – „Trecerea Dunării”, II – „Luarea redutei”) și „Plevna” (I – „Asediul”, II – „Victoria”) și a intrat în faza de producție la 25 iunie 1976. 
Producătorii filmului s-au deplasat în perioada iulie - noiembrie 1976 în U.R.S.S., Cehoslovacia și Ungaria pentru închirierea de costume. A fost amenajat un platou de filmare de 25,3 ha în comuna Crângurile din județul Dâmbovița, prin munca deținuților, și s-a început realizarea costumelor. Filmările urmau să înceapă la 5 ianuarie 1977, cu un deviz limită de 43 milioane lei, predarea copiei standard urmând să aibă loc la 15 decembrie 1977.
La 4 decembrie 1976, însă, conducerea Consiliului Culturii și Educației Socialiste (C.C.E.S.) a solicitat „efectuarea unor modificări esențiale în dramaturgia filmelor și concentrarea acțiunii lor într-un singur film în două serii”. Cornel Burtică, secretar al C.C. al P.C.R., responsabil cu cinematografia, i-a solicitat scenaristului realizarea unor modificări prin care să se omită rolul jucat de domnitorul Carol I și de Ion C. Brătianu în obținerea independenței de stat. Au avut loc o serie de discuții, iar între scenarist și secretarul de partid a izbucnit un conflict.
În volumul său autobiografic, Popovici a afirmat că Burtică era „un șmecher insolent, care declarase în cercul său de amici: cum adică, filmul independenței nostre naționale, să-l regizeze un jidan? Mie, în schimb, mi-a spus, știind dinainte că voi refuza modificările propuse, că se dorește un altfel de film, nu cu Carol I și Brătianu în prim plan, ci cu Poporul, iar la final să se arate că adevărata independență națională s-a desăvârșit în epoca ce poartă numele tovarășului Nicolae Ceaușescu, prin aportul decisiv al tovarășului Nicolae Ceaușescu”. Ca urmare a refuzului scenaristului de a opera acele modificări, la 31 decembrie 1976 s-a sistat producția filmului, iar scenariul și decupajul au fost casate ca necorespunzătoare.

### Varianta lui Sergiu Nicolaescu
Ca urmare a renunțării la scenariul lui Titus Popovici și a trecerii timpului, Consiliul Culturii și Educației Socialiste a comunicat la 12 ianuarie 1977 un plan de măsuri privind realizarea unui film în două serii („Grivița” și „Plevna”), după un scenariu al scriitorului Paul Anghel și în regia lui Sergiu Nicolaescu, care regizase anterior două episoade ale serialului de televiziune deja filmat. Devizul filmului era stabilit la 21 milioane lei.
Sergiu Nicolaescu a afirmat că a fost chemat de Cornel Burtică, care i-a propus să realizeze un film care să aniverseze „100 de ani de la Războiul Independenței – 1877”. Regizorul a răspuns că era prea puțin timp la dispoziție pentru scrierea unui scenariu, apoi pentru realizarea filmărilor, considerând că era imposibil ca filmul să fie realizat până în lunile noiembrie-decembrie. Burtică l-a încurajat, dându-și acordul pentru apariția în film a domnitorului Carol (spunând că-l va convinge el pe Ceaușescu) și propunându-i să-l interpreteze chiar regizorul.
Potrivit afirmațiilor lui Nicolaescu, „scenariul promis de Paul Anghel nu a apărut, am fost silit să scriu un nou scenariu luând unele elemente din Titus Popovici (circa 10 secvențe din peste 200 scrise de mine), deci peste 90% din scenariu este original”. Din acest motiv, Sergiu Nicolaescu a fost înscris ca unic scenarist pe genericul noului film, care se va numi „Pentru patrie”. Decorurile au fost realizate de Constantin Simionescu în proporție de 50%, dar, pe parcursul filmărilor, a izbucnit un conflict între regizor și scenograf în urma căruia Constantin Simionescu a fost înlocuit cu Dodu Bălășoiu.
Filmul a intrat în faza de producție la 22 ianuarie 1977 sub titlul dublu „Independența” și „Războiul”, termenul de predare a copiei standard fiind stabilit 30 decembrie 1977. Filmările au început la 23 iulie 1977 și au durat 59 de zile, ele încheindu-se la 18 noiembrie 1977. S-a filmat la București și apoi în județul Constanța. Au fost utilizate secvențe de luptă din serialul TV „Războiul Independenței”, cumpărate cu 2 milioane lei de la Radioteleviziunea Română. Copia standard a fost finalizată la 29 decembrie 1977. Cheltuielile de producție s-au ridicat la suma de 24.766.000 lei.
Pentru patrie a fost realizat în studiourile Centrului de Producție Cinematografică București, în colaborare cu Ministerul Apărării Naționale, acest lucru fiind menționat pe genericul de început. La realizarea filmului au colaborat pe post de consilieri militari generalul maior Gheorghe Marin și colonelul Vasile Pricop. Pe genericul de final se menționează: „Mulțumim Ministerului Apărării Naționale pentru prețiosul concurs adus la realizarea acestui film”.
În secvențele de început ale filmului se specifică următoarele: „Faptele și personajele acestui film sînt reale sau inspirate din realitate. În elaborarea scenariului, Sergiu Nicolaescu a folosit documente de epocă, amintiri, scrisori, presa vremii, precum și lucrări literare și cinematografice, unele inedite, de scriitori români contemporani. Acest film este închinat celor ce și-au vărsat sîngele pentru Patrie în anii 1877-1878.”.
Cei trei operatori (Nicolae Girardi, Alexandru David și Mircea Mladin) au avut o misiune dificilă din cauza numeroaselor secvențe de luptă (a căror dublare era aproape de neconceput) și a numărului mare de actori.

## Recepție
Premiera filmului a avut loc la 8 mai 1978. Filmul Pentru patrie a avut parte de un succes de public la cinematografele din România, fiind vizionat de 2.885.992 de spectatori, după cum atestă o situație a numărului de spectatori înregistrat de filmele românești de la data premierei și până la data de 31.12.2006 alcătuită de Centrul Național al Cinematografiei. Numărul relativ mai mic de spectatori este explicat de criticul D.I. Suchianu prin faptul că Pentru patrie a rulat o perioadă în același timp cu Revanșa (un alt film regizat de Nicolaescu), spectatorii preferând să urmărească filmul de aventuri cu comisarul Moldovan în dauna unui film istoric lung.
Regizorul Sergiu Nicolaescu a primit în 1978 Premiul pentru regie al Asociației Cineaștilor din România (ACIN) pentru filmul Pentru Patrie (ex-aequo cu Mircea Daneliuc pentru filmul Ediție specială).
Mai mulți critici au considerat că accentul filmului este pus pe personajul colectiv, fără a fi neglijați eroii Războiului de Independență. Într-un articol publicat în revista „Cinema” în decembrie 1977, Mircea Alexandrescu considera că filmul Pentru patrie este „o cronică a campaniei, un fel de jurnal de front al războiului din 1877. Un film artistic care preia tonul și argumentele reportajului. Notația este scurtă, succintă, faptul adiacent este prins din viteză, surprins mai degrabă, dar obiectivul de prim ordin este omul.” Conf dr. Elena Saulea a afirmat că „perspectiva mitico-legendară se răsfrânge spre un personaj colectiv, reprezentat de armată, popor, chiar dacă eroii nu lipsesc, fie strict desemnați istoricește, fie prin evocarea unor mari anonimi ce au făcut posibilă continuitatea istoriei în sensul momorării acesteia în durata de conștiință a neamului”. Celelalte personaje au ținute statuare: Carol I este înfățișat cu o eleganță aristocratică, Kogălniceanu este impunător în rostirea unui discurs riguros, generalul Cernat este prezentat prin inteligența sa, colonelul Cerchez este hotărât și dârz, conștient de menirea sa, Mehmet Ali este un mesager diplomat reținut în aprecieri etc.
Criticul Tudor Caranfil a dat filmului o stea din cinci și a făcut următorul comentariu: „Plevna, Grivița, Rahova și Parlamentul României, la 1877. 204 actori, 80 de cascadori și întreaga asistență a forțelor armate, pentru un film retoric în spiritul „Epopeii cinematografice naționale”. De fapt, sechelă a celor 6 episoade din serialul făcut pentru TVR și premoniție a reconstituirilor istorice „tip proces-verbal” din anii '90, „specialitate” Nicolaescu. De relevat, totuși, efortul dramaturgic de a asigura un film coral, cu diversitatea unui erou colectiv, reprezentativ pentru moralul națiunii la 1877.”